# Rita Batata
Rita Batata (São Paulo, 2 de janeiro de 1986) é uma atriz brasileira.

## Biografia
Rita Batata atua desde os 16 anos de idade, trabalhando em teatro, cinema e televisão. Formou-se em artes cênicas pelo Curso de Atores do INDAC.  Em 2007 integrou o Núcleo Experimental de Teatro do SESI-SP Serviço Social da Indústria  Sua estreia no teatro foi em 2003 ao protagonizar a peça Belinha e a Fera. Rita já atuou em diversas peças teatrais.
É protagonista do filme De Menor de Caru Alves de Souza, vencedor do prêmio de melhor longa de ficção do Festival do Rio 2013. 

## Filmografia

### Televisão
| Ano        | Título               | Personagem         | Notas                           |
| ---------- | -------------------- | ------------------ | ------------------------------- |
| 2004       | Galera               | Marcela            |                                 |
| 2009       | Descolados           | Melissa            |                                 |
| 2010       | Morando Sozinho      | Bia                | 1 episódio                      |
| 2011       | Oscar Freire 279     | Liz                |                                 |
| 2012       | Corações Feridos     | Camila Reis        |                                 |
| 2012       | Pílulas Poéticas     | Vários Personagens |                                 |
| 2013       | A Mulher do Prefeito | Rose               |                                 |
| 2013       | Beleza S/A           | Lúcia              |                                 |
| 2014       | Motel                | Ofélia             | Episódio: "Ofélia no Quarto 3"  |
| 2014       | Lili, a Ex           | Amanda             | Episódio: "Amarrei no Maracatu" |
| 2016, 2019 | A Garota da Moto     | Cacá               |                                 |
| 2016, 2020 | 3%                   | Denise             |                                 |
| 2017       | Psi                  | Lúcia              | 2 episódios                     |
| 2019       | Toda Forma de Amor   | Rafaela            | 3 episódios                     |
| 2022       | Vale dos Esquecidos  | Elisa              |                                 |

### Cinema
| Ano  | Título                                                                                  | Personagem           | Notas          |
| ---- | --------------------------------------------------------------------------------------- | -------------------- | -------------- |
| 2004 | Quero Ser Jack White                                                                    | Meg White            | Curta-metragem |
| 2005 | Silvia                                                                                  | Sílvia               |                |
| 2005 | Memórias Sentimentais de um Editor de Passos                                            |                      | Curta-metragem |
| 2006 | A Cidade que Nasce na Luz                                                               |                      |                |
| 2007 | O Magnata                                                                               | Silene               |                |
| 2007 | Não por Acaso                                                                           | Beatriz "Bia"        |                |
| 2009 | Os Normais 2 - A Noite Mais Maluca de Todas                                             |                      |                |
| 2009 | Os Inquilinos                                                                           | Irmã da Menina Morta |                |
| 2009 | Ressaca                                                                                 | Bia                  |                |
| 2010 | Cara ou Coroa                                                                           | [ 5 ]                |                |
| 2011 | O Mundo de Ulim e Oilut                                                                 | Mãe                  | Curta-metragem |
| 2012 | Nove Crônicas Para Um Coração aos Berros                                                | Rita                 |                |
| 2013 | AM FM                                                                                   | Garota               | Curta-metragem |
| 2013 | Invasores                                                                               | Sharise              |                |
| 2014 | Minhas Piores Lembranças do Fim do Mundo São Aquelas Que Não Guardei Por Nem Um Segundo | Maria                | Curta-metragem |
| 2014 | De Menor                                                                                | Helena               |                |
| 2016 | Invasores                                                                               | Sharisse             |                |
| 2017 | Gostosas, Lindas & Sexies                                                               | Roberta              |                |
| 2018 | Todas as Razões para Esquecer                                                           | Larissa              |                |
| 2019 | Onde Quer que Você Esteja                                                               | Luciene              |                |
| 2022 | SocialMente                                                                             | Te                   |                |
| 2023 | As Órfãs da Rainha                                                                      | Brites               |                |

## Prêmios e indicações
| Ano  | Prêmio                                                         | Indicação                | Trabalho           | Resultado | ref    |
| ---- | -------------------------------------------------------------- | ------------------------ | ------------------ | --------- | ------ |
| 2010 | 4º Arraial Cine Fest, Bahia                                    | Melhor Atriz Coadjuvante | Não por Acaso      | Venceu    |        |
| 2012 | 3º CurtAmazônia - Festival de Cinema, Amazônia                 | Melhor Atriz             | Ressaca            | Venceu    |        |
| 2014 | 19º Cinemato - Festival de Cinema e Vídeo de Cuiabá            | Melhor Atriz             | De Menor           | Venceu    | [ 13 ] |
| 2014 | 16° Rencontres du Cinéma Sud-américain de Marseille, na França | Melhor Atriz             | De Menor           | Venceu    | [ 14 ] |
| 2015 | 20° Prêmio Guarani de Cinema Brasileiro                        | Melhor Atriz             | De Menor           | Indicado  | [ 15 ] |
| 2024 | Festival Sesc Melhores Filmes                                  | Melhor Atriz Nacional    | As Órfãs da Rainha | Indicado  | [ 16 ] |